# Drum național 58A
Die Drum național 58A (rumänisch für „Nationalstraße 58A“, kurz DN58A) ist eine Hauptstraße in Rumänien.

## Verlauf
Die Straße zweigt in Soceni von der Drum național 58 nach Norden ab und verläuft über Ezeriș, Fârliug (Firluck) und Victor Vlad Delamarina (ungarisch Lugoskisfalu) nach Lugoj (Lugosch). Dort endet sie an der Drum național 6 (Europastraße 70).
Die Länge der Straße beträgt rund 41 Kilometer.